# Hans Weiner
Pour les articles homonymes, voir Weiner.
Hans Weiner est un footballeur ouest-allemand puis allemand né le 29 novembre 1950 à Neuenkirchen et mort le 21 août 2024. Il occupe le poste de défenseur.

## Biographie
Hans Weiner est formé au Tennis Borussia Berlin.
Il devient joueur du Hertha Berlin en 1972.
Weiner dispute la Coupe UEFA durant son passage à Berlin : lors de la saison 1978-1979, il dispute la double confrontation perdue en demi-finales contre l'Étoile rouge de Belgrade.
En 1979, il rejoint le Bayern Munich.
Il joue également la Coupe UEFA en 1977-1978 et inscrit 4 buts en 8 matchs lors de cette campagne européenne, également marqué par une défaite en demi-finales.
En 1979, il rejoint le Bayern Munich. Il est sacré Champion d'Allemagne dès sa première saison en 1979-80.
Il dispute également les 10 matchs de la campagne européenne du club en Coupe UEFA 1979-1980. Là encore, il échoue en demi-finales face à l'Eintracht Francfort.
Il est sacré double-Champion d'Allemagne de l'Ouest en 1981.
Lors de la campagne de Coupe des clubs champions en 1980-81, il joue 6 matchs dont les deux matchs de la double confrontation en demi-finale perdue contre Liverpool.
Il remporte la Coupe d'Allemagne de l'Ouest en 1981-82.
Lors de la campagne européenne suivante en 1981-82, il dispute six matchs dont la finale perdue 0-1 contre Aston Villa.
En 1982, Weiner tente l'aventure américaine et rejoint les Sting de Chicago.
Après deux ans outre-Atlantique, il revient jouer sous les couleurs du Hertha BSC. Il raccroche les crampons en 1986.
Le bilan de la carrière de Weiner en championnat s'élève à 309 matchs disputés en première division allemande, pour 14 buts marqués. En compétitions européennes, il dispute 12 matchs pour aucun but inscrit en Coupe des clubs champions et 23 matchs pour aucun but marqué en Coupe UEFA.

## Palmarès
Bayern Munich
- Championnat d'Allemagne de l'Ouest (2) :
  - Champion : 1979-80 et 1980-81.

- Coupe d'Allemagne de l'Ouest (1) :
  - Vainqueur : 1981-82.

- Coupe des clubs champions :
  - Finaliste : 1981-82.